# رول رین
رول رین (به انگلیسی: Roel Reine) متولد ۱۵ ژوئیه ۱۹۷۰ در آیندهوون است. یک کارگردان فیلم هلندی تبار مبتنی بر لس آنجلس می‌باشد. شرکت تولیدی او ربل فیلم (Rebel Film) نام دارد.

## گزیده آثار کارگردانی
- خسته از کشتار (۲۰۰۸)
- آب مرده (۲۰۰۸)
- تفنگدار دریایی ۲ (۲۰۰۹)
- مسابقه مرگ ۲ (۲۰۱۰)[۲]
- خرس (فیلم ۲۰۱۰)
- قبیله فنا شده (۲۰۱۰)
- عقرب شاه ۳: نبرد برای رستگاری (۲۰۱۲)
- ۱۲ راند ۲: بارگذاری مجدد (۲۰۱۳)
- مسابقه مرگ ۳ : برزخ (۲۰۱۳)
- پشت خط دشمن (۲۰۱۴)
- میشل د رایت (۲۰۱۵)
- مردی با مشت‌های آهنین ۲ (۲۰۱۵)
- محکوم ۲ (۲۰۱۵)
- هدف سخت ۲ (۲۰۱۶)
- مرده‌ای دوباره از قبر برمی‌خیزد (۲۰۱۷)
- رد بد (۲۰۱۸)
- مشت انتقام (۲۰۲۲)
- طبقه‌بندی‌شده (۲۰۲۴)